# I-179 (sous-marin)
Pour les articles homonymes, voir I-79.
L'I-179  (イ-179) est un sous-marin de classe Kaidai (海大型潜水艦, Kaidai-gata sensuikan) de la sous-classe Kaidai VII (海大7型（伊七十六型/伊百七十六型, Kaidai-nana-gata, classe I-76/I-176) en service dans la marine impériale japonaise durant la Seconde Guerre mondiale.
Il a été perdu de vue lorsqu'une valve a été accidentellement laissée ouverte lors de ses essais en mer en juillet 1943. L'épave a ensuite été récupérée et mise à la ferraille en 1957.

## Contexte
Après la Première Guerre mondiale, la marine impériale japonaise a réévalué l'utilisation de la guerre sous-marine comme élément de stratégie de flotte en raison du déploiement réussi de croiseurs-sous-marins à long rayon d'action pour les raids commerciaux des principales marines de combat. Les stratèges japonais en sont venus à réaliser les possibilités d'utilisation de l'arme pour la reconnaissance à longue portée, et dans une guerre d'usure contre une flotte ennemie qui s'approchait du Japon. Deux grands sous-marins japonais à longue portée avaient déjà été construits dans le cadre du programme de la flotte des Huit-six en tant que prototypes (I-51 et I-52), mais l'arrivée le 20 juin 1919 de sept U-boote allemands reçus par le Japon en réparation de guerre à la fin de la Première Guerre mondiale a conduit à une refonte complète. Les Japonais ont rapidement embauché des centaines d'ingénieurs et de techniciens de sous-marins allemands et d'anciens officiers de sous-marins allemands au chômage à la suite de la défaite de l'Allemagne pendant la Première Guerre mondiale, et les ont fait venir au Japon dans le cadre de contrats de cinq ans. L'ONI (Office of Naval Intelligence) américain a estimé que quelque 800 conseillers allemands s'étaient rendus au Japon à la fin de 1920. Les Japonais ont également envoyé des délégations en Allemagne, et 
ont participé activement à l'achat de nombreux brevets.

## Description
Les sous-marins de la sous-classe KD7 étaient des sous-marins d'attaque à moyenne portée développés à partir de la sous-classe KD6 précédente. La dernière version de la classe Kaidai a été élaborée en 1939. La construction s'étalant entre 1942 et 1943, la décision avait été prise à la suite du quatrième plan de réarmement japonais. Les tubes lance-torpilles arrières ont été supprimés pour en placer six à l'avant. L'endurance de ces navires a été portée à 75 jours.
Ils ont un déplacement de 1 656 t en surface et 2 644 t en immersion. Les sous-marins mesuraient 105 mètres de long, avaient une largeur de 8,25 mètres et un tirant d'eau de 4,58 mètres. Les sous-marins permettaient une profondeur de plongée de 80 m et avaient un effectif de 86 officiers et membres d'équipage.
Kampon a été retenu comme fabricant des moteurs diesel Mk.1B Model 8, dont les performances étaient supérieures de 30% à celles des moteurs des premières sous-classes. Pour la navigation de surface, les sous-marins étaient propulsés par deux moteurs diesel de 4 000 cv (2 950 kW), chacun entraînant un arbre d'hélice. En immersion, chaque hélice était entraînée par un moteur électrique de 900 chevaux-vapeur (671 kW). Ils pouvaient atteindre 23,1 nœuds (42,8 km/h) en surface et 8 nœuds (14,8 km/h) sous l'eau. En surface, les KD7 avaient une autonomie de 8 000 milles nautiques (15 000 km) à 16 noeuds (30 km/h); en immersion, ils avaient une autonomie de 50 milles nautiques (193 km) à 5 noeuds (9,3 km/h).
Les sous-marins étaient armés de 6 tubes lance-torpilles internes de 53,3 cm, tous à l'avant. Ils transportaient une recharge pour chaque tube, soit un total de 12 torpilles Type 95. Ils étaient également armés d'un canon de pont de 120 mm (L/40) Type 11e année pour le combat en surface et de 2 canons anti-aérien de 25 mm Type 96.

## Construction
Construit par le chantier naval de Kawasaki à Kobe au Japon, le I-179 a été mis sur cale le 21 août 1941 sous le nom de sous-marin n°157. Il est renommé I-79 le 1er novembre 1941. Il a été renommé I-179 le 20 mai 1942 et  lancé le 16 juillet 1942, et achevé et mis en service le 18 juin 1943.

## Historique
Mis en service le 18 juin 1943, le I-179 est rattaché au district naval de Sasebo et affecté au 11e escadron de sous-marins de la 6e Flotte. Le capitaine de corvette (海軍少佐 (Kaigun-shōsa)) Yuasa Hiroshi est le 1er et unique commandant du sous-marin.
Alors qu'il effectuait ses essais en mer intérieure le 14 juillet, il a coulé avec la perte des 85 officiers et membres d'équipage. Un navire de sauvetage de Kure localise l'épave du I-179 quatre jours plus tard par 81 mètres de fond à la position géographique de 32° 29′ N, 131° 54′ O. Les plongeurs découvrent que plusieurs écoutilles dans la zone de la proue, ainsi que la vanne de mise à l'air libre du réservoir de flottabilité de la proue, sont laissées ouvertes. L'enquête qui s'ensuit conclut que le sous-marin a été perdu à la suite d'une erreur de manipulation lorsque la citerne de flottabilité avant a été accidentellement inondée.
Le I-179 a été rayé de la liste de la marine le 15 avril 1944.
Son épave a été récupérée d'avril 1956 au 1er mars 1957 et mise à la ferraille à Kure.